# Naiche

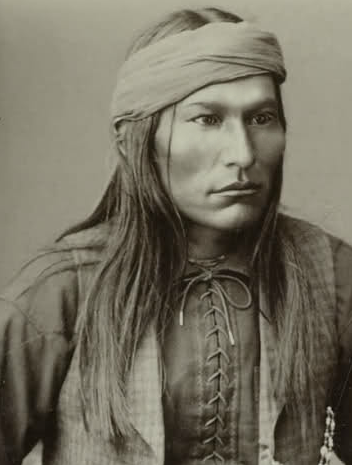
Naiche, años 1880

Naiche, Naches, Nache, Nachez o Natchez (que podría traducirse por "revoltoso", ~1857-Reserva de Mescalero, Nuevo México, 16 de marzo de 1919) fue el último jefe apache chiricahua.
Era hermano de Taza y el hijo menor de Cochise.
Inicialmente pacífico y cooperativo con los blancos, desde 1881 se asoció con Gerónimo. Tras su derrota en 1886, fue prisionero en cárceles de Florida, Alabama y finalmente Fort Sill, Oklahoma. Fue también pintor, y padre de 15 hijos con 3 esposas.

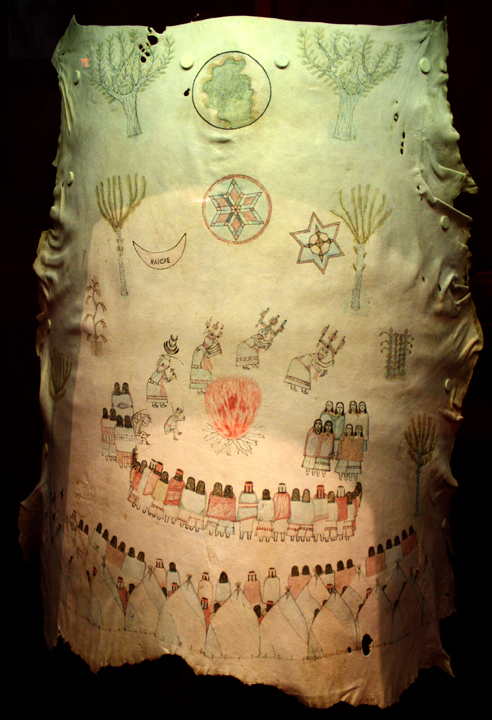